# Дан живих мртваца
Дан живих мртваца (енгл. Day of the Dead) је амерички хорор филм из 1985. режисера Џорџа Ромера, са Лори Кардил, Џарлатом Конројем, Теријем Александром, Џоом Пилатом и Ричардом Либартијем у главним улогама. Представља трећи део у серијалу филмова Живи мртваци Џорџа Ромера, наставак Зоре живих мртваца из 1978. и преднаставак Земље живих мртваца из 2005.

## Радња
Зомбији су преплавили читаву планету Земљу, и представљају озбиљну претњу за опстанак човечанства. Неколицина војника, доктора, научника и по један пилот и електричар су се окупили како би преживели, али када дође до погоршања њихових односа постаће лаке мете за зомбије жељне људског меса.
На крају троје људи, Сара (научница), Џон (пилот) и Бил (електричар) успевају да се спасу и авионом одвезу до једног напуштеног острва, где није било ни живих ни мртвих и одатле планирају да започну стварање нове цивилизације.

## Улоге
| Глумац           | Улога                         |
| ---------------- | ----------------------------- |
| Лори Кардил      | Сара Бовман                   |
| Џозеф Пилато     | Капетан Хенри Родс            |
| Тери Александер  | Џон                           |
| Џарлат Конрој    | Вилијам „Бил" МекДермот       |
| Антони Дилео     | Мигел Салазар                 |
| Ричард Либерти   | Др Метју „Франкенштајн" Логан |
| Шерман Ховард    | Зомби Баб                     |
| Џон Емплес       | Др Тед Фишер                  |
| Гери Ховард Клар | Волтер Стил                   |
| Ралф Мареро      | Роберт Риклес                 |
| Филип Келамс     | Милер                         |
| Тасо Ставракис   | Хуан Торес                    |
| Грегори Никотеро | Џонсон                        |